# Barbara Laage
Barbara Laage (* 30. Juli 1920 in Menthon-Saint-Bernard, Haute-Savoie; † 21. Mai 1988 in Deauville, Calvados; eigentl. Claire Colombat) war eine französische Schauspielerin.

## Leben und Werk
Barbara Laage debütierte 1942 am Theater und trat mit großem Erfolg auch im Kabarett auf. 1946 ging sie in die USA, denn eigentlich wurde die Rolle der Lady von Shanghai für sie geschrieben, doch dann gab Orson Welles seiner damaligen Gefährtin Rita Hayworth die Rolle. Ihre erste Hauptrolle hat sie als Euginia Taris neben Van Heflin in dem Filmdrama B.F.’s Daughter (1948). Berühmt wird sie als Lizzie McKay in der Verfilmung von Jean-Paul Sartres Theaterstück Die ehrbare Dirne (1952). Vorwiegend im amerikanischen Kino zuhause (so neben Kirk Douglas in Anatole Litvaks Ein Akt der Liebe oder als Gene Kellys Partnerin in The Happy Road), spielt sie in Frankreich u. a. bei Alex Joffé (Schrei des Gewissens). In den 60ern unter anderem in Martin Ritts Paris Blues neben Paul Newman sowie in zwei deutschen Filmen: Orientalische Nächte mit Karl Lieffen und Georg Jacobys Bomben auf Monte Carlo mit Eddie Constantine und Gunnar Möller.
In François Truffauts Tisch und Bett ist sie 1970 an einer legendären Szene beteiligt, die Woody Allen später für seinen Film Der Stadtneurotiker adaptierte: Während Claude Jade mit ihrer Nachbarin im Treppenhaus über ihre Ehe mit Jean-Pierre Léaud spricht, tut dieser es zeitgleich im Café mit seiner Bürokollegin Barbara Laage, wobei Ton und Bild der Gespräche sich in ironischem Kontext überlappen.
Es folgen in den 1970ern zwei Nebenrollen: in Gefährliches Wissen mit Jean-Louis Trintignant und in Privatvorstellung mit Jane Birkin. Ihre letzte Rolle spielt Barbara Laage in Guy Jorrés Une place forte (1976).

## Filmographie (Auswahl)
- 1948: B.F.’s Daughter
- 1952: Die ehrbare Dirne (La P… respectueuse)
- 1953: Die Geliebte (Traviata 53)
- 1953: Heiße Ware für Marseille (Quai des blondes)
- 1953: Liebe ohne Gnade (L’esclave)
- 1954: Begegnung in Rom (Una parigina a Roma)
- 1954: Ein Akt der Liebe (Act of Love)
- 1955: Nagana
- 1956: Geheimer Krieg (Guilty?)
- 1956: Schrei des Gewissens (Les assassins de dimanche)
- 1956: Spione (Action immédiate)
- 1956: Straße des Glücks (The happy Road)
- 1957: Spionagering DL (Deuxième bureau contre inconnu)
- 1959: Die aus dem Kelch der Liebe trinken (Tentations)
- 1959: Mörder bitten zum Tanz (Y en a marre)
- 1960: Bomben auf Monte Carlo
- 1960: Orientalische Nächte
- 1960: Der Boß und sein Engel (Le caïd)
- 1960: Wer zuerst schießt, hat mehr vom Leben (Ça va être ta fête)
- 1964: O Crime da Aldeia Velha
- 1968: Therese und Isabell (Therese and Isabelle)
- 1970: Tisch und Bett (Domicil conjugale)
- 1971: La maison des bois
- 1972: Mord paßt nicht in sein Konzept (Défense de savoir)
- 1973: Privatvorstellung (Projection privée)